# Белчища
Белчища (изписване до 1945 година: Бѣлчища; на македонска литературна норма: Белчишта) е село център на община Дебърца на Северна Македония.

## География
Селото е в Долна Дебърца, част от котловината Дебърца между Илинската планина от изток и Славей планина от запад. Западно от селото са изворите на река Сатеска, наречени Сини вирове.

## История

### Етимология
Според академик Иван Дуриданов името е първоначален патроним на -ишти < -itji от личното име Белчо, хипокористична форма от личното име Бело, Бельо, съкратено от Бели-мир, Бело-слав, подобно на сръбските лични имена Бела, Бело. На Белчища точно съответства сръбският топоним Beočići.

### Средновековие
Селото е споменато в 1358 година като Βελτζίσθα.

### В Османската империя
В XIX век Белчища е българско село в нахия Дебърца на Охридската каза на Османската империя. Според Васил Кънчов в 90-те години Белчища има 90 къщи. Според статистиката му („Македония. Етнография и статистика“) от 1900 година Белчища е населявано от 650 жители, всички българи християни.
На Етнографската карта на Битолския вилает на Картографския институт в София от 1901 година Белчица е чисто българско село в Охридската каза на Битолския санджак с 90 къщи.
В началото на XX век цялото население на селото е под върховенството на Българската екзархия. По данни на секретаря на екзархията Димитър Мишев („La Macédoine et sa Population Chrétienne“) в 1905 година в Белчища има 752 българи екзархисти и в селото функционира българско училище.
При избухването на Балканската война десет души от Белчища са доброволци в Македоно-одринското опълчение.

### В Сърбия, Югославия и Северна Македония
След Междусъюзническата война в 1913 година селото попада в Сърбия.
Църквата „Свети Никола“ е обновена в 1977 година. Иконостасът е от XIX век, откогато са и престолните икони, рисувани от Серафим Зограф и Аврам Дичов.
Според преброяването от 2002 година селото има 437 жители.
| Националност | Всичко |
| македонци    | 436    |
| албанци      | 0      |
| турци        | 0      |
| роми         | 0      |
| власи        | 0      |
| сърби        | 1      |
| бошняци      | 0      |
| други        | 0      |

До 2004 година Белчища е център на община Белчища. При окрупняването на общините в страната към нея е прибавена община Мешеища и новата община е прекръстена на Дебърца.

## Личности
Родени в Белчища
- Андон, български революционер от ВМОРО, четник в Белчищката чета, загинал в 1903 година[9]
- Андон Христов Янков, български революционер от ВМОРО[10]
- Бимбил Нейков Наумов, български революционер от ВМОРО[11]
- Благоя Силяноски (р. 30 март 1948), северномакедонски новинар, политик и писател
- Богоя Ристе, арестуван през октомври 1903 година, обвинен в „даване на убежище на българските разбойници“, осъден на 5 години каторга, заточен в Диарбекир, амнистиран с общата амнистия от 12 април 1904 година[12]
- Богоя Силянов, български революционер от ВМОРО[13]
- Борис Тасев, свещеник, арестуван през септември 1903 година, обвинен в „присъединяване към българските разбойници“, осъден на 10 години каторга, заточен в Диарбекир, амнистиран с общата амнистия от 12 април 1904 година[14]
- Георги Ангеле, арестуван през октомври 1903 година, обвинен в „даване на убежище на българските разбойници“, осъден на 5 години каторга, заточен в Диарбекир, амнистиран с общата амнистия от 12 април 1904 година[15]
- Георги Илов, български революционер от ВМОРО[10]
- Голоб Илов Стефанов, български революционер от ВМОРО[16]
- Йонче Христов Силянов, български революционер от ВМОРО[13]
- Лазар Гиновски (1913 – 1997), югославски партизанин и политик
- Нане Стефан, арестуван през октомври 1903 година, обвинен в „даване на убежище на българските разбойници“, осъден на 5 години каторга, заточен в Диарбекир, амнистиран с общата амнистия от 12 април 1904 година[15]
- Наум Блажо, арестуван през октомври 1903 година, обвинен в „даване на убежище на българските разбойници“, осъден на 5 години каторга, заточен в Диарбекир, амнистиран с общата амнистия от 12 април 1904 година[12]
- Решо Миле, арестуван през октомври 1903 година, обвинен в „даване на убежище на българските разбойници“, осъден на 5 години каторга, заточен в Диарбекир, амнистиран с общата амнистия от 12 април 1904 година[15]
- Христо Димов, български революционер от ВМОРО[17]
- Христо Трайчев (1885 – ?), български революционер от ВМОРО